# Непобедимата армада
Испанската армада, наричана също Непобедимата армада или Великата армада (известна в буквален превод от испански като Флот на щастието), е военноморски флот на Испания от ХVІ век, най-големият за времето си. Създаден е от крал Фелипе II през 1586 г. (сражава се до 1588 г.) с цел десант на Албиона (Англия) и завладяването му.

## Състав

### Испански флот
Състои се от 134 кораба, от всички съставни части на тогавашна Испания, която по онова време включва Португалия и 2 кралства – Неаполитанското и Сицилианското. От тези кораби 40 са линейни с 8766 моряци, 2088 гребци, 21 855 войници. По план към тях е прикрепен специално подготвян за целта в Нидерландия дебаркационен корпус. На корабите има също около 300 свещеници, монаси и инквизитори, които имат за задача да разтурят Англиканската църква и да възстановят католицизма в Англия.
За командир е назначен талантливият адмирал Алваро де Басан, Маркиз де Санта Крус, който през 1582 г. побеждава обединена флота от френски, английски, холандски и португалски кораби близо до Азорските острови. Маркизът на Санта Крус умира на 8 февруари 1588 г., малко преди отплаването на Армадата, като на негово място идва херцог Медина-Сидония, който е офицер от испанската армия и никога дотогава не се е качвал на кораб.

### Английски флот
Англичаните се противопоставят на „Непобедимата армада“ с около 200 кораба, повечето от които са търговски и транспортни, но за сметка на технологията по това време – по-маневрени и бързоходни.

## Сражения
През май 1588 година „Непобедимата армада“ напуска Лисабон и се насочва към Ла Манша. На 29 юли същата година огромният флот е при нос Лизърд на полуостров Корнуол. В три поредни сражения – при Плимут (на 31 юли), Портланд (на 2 август) и остров Уайт (на 4 август), английската артилерия нанася някои поражения на испанския флот, който е принуден да остане в пристанището на Кале. През нощта на 7 срещу 8 август англичаните атакуват Армадата, използвайки специално пригодени за подпалване кораби, пълни с барут и други взривни и запалителни вещества.
Въпреки че англичаните не успяват да постигнат сериозни успехи и не успяват да потопят нито един испански кораб, добрата им тактика и разразилите се силни бури принуждават командващия „Непобедимата армада“ херцог Медина-Сидония да се отправи на север и да се завърне в Испания, заобикаляйки Шотландия. Бурите водят до окончателен разгром на испанския флот, който губи десетки кораби, които потъват. Голяма част от екипажите им се удавят, а онези, които достигат бреговете на Шотландия или Ирландия, са пленени от англичаните и шотландците.

## Загуби
В крайна сметка почти 2/3 от състава на Армадата е унищожен и през септември 1588 година в испанските пристанища се завръщат около 60 кораба с близо 10 хил. души. Испанската държава полага грижи за завърналите се хора, осигурява им пари и болнични грижи за ранените. От друга страна, англичаните дори не плащат дължимото на част от моряците си.

## Значение
Победата над „Непобедимата армада“ бележи началото на упадъка на Испанската империя за сметка на Холандската и Британската империя. Испания още дълго ще е най-силната и могъща държава в Европа и света, но англо-шотландската „победа над Непобедимата армада“ нанася сериозен удар върху престижа на Испания, която по онова време владее и Португалия и с която през 1494 година Испания е разделила света за колонизиране чрез папата (виж Испанска империя и Португалска империя).
Стратегически англичаните не постигат нищо. На следващата година те изпращат Английската армада, която испанците побеждават. Войната завършва през 1604 г., след смъртта на Фелипе II и Елизабет I, с изгоден за Испания мирен договор.